# Soldatowo (Kaliningrad, Gwardeisk)
Soldatowo (russisch Солдатово, deutsch Friedrichsthal, Kreis Wehlau) ist ein Ort in der russischen Oblast Kaliningrad. Er gehört zur kommunalen Selbstverwaltungseinheit Stadtkreis Gwardeisk im Rajon Gwardeisk.

## Geographische Lage
Soldatowo liegt östlich der Deime (russisch: Deima), vier Kilometer nordöstlich der Rajonstadt Gwardeisk (Tapiau). Am südlichen Ortsrand verläuft die neue Trasse der Föderalstraße A229. Durch den Ort führt die Kommunalstraße 27K-082 von Gwardeisk nach Krasny Bor (Krakau) an der Regionalstraße 27A-014 (ex R514). Die nächste Bahnstation ist Gwardeisk an der Bahnstrecke Kaliningrad–Tschernyschewskoje (Königsberg–Eydtkuhnen/Eydtkau) der einstigen Preußischen Ostbahn.

## Geschichte

### Schatulldorf – Gutsbezirk – Landgemeinde
Friedrichsthal wurde 1766 als Schatulldorf gegründet. 1874 wurde der Gutsbezirk Friedrichsthal in den neu gebildeten Amtsbezirk Grünhayn im Kreis Wehlau eingegliedert. Zu Friedrichsthal gehörte auch das Vorwerk Katharinenhof. Im Jahr 1922 wurde der Gutsbezirk Friedrichsthal in eine Landgemeinde umgewandelt.

### Nach 1945
In Kriegsfolge kam Friedrichsthal 1945 mit dem nördlichen Ostpreußen zur Sowjetunion. 1947 erhielt der Ort (einschließlich Katharinenhof) die russische Bezeichnung Soldatowo und wurde gleichzeitig dem Dorfsowjet Sorinski selski Sowet im Rajon Gwardeisk zugeordnet. Wie es der neue Name schon andeutet, wurde der Ort Standort einer Garnison. Im ehemaligen Staatsforst Leipen wurde eine Kaserne angelegt. Von 2005 bis 2014 gehörte Soldatowo zur Landgemeinde Sorinskoje selskoje posselenije und seither zum Stadtkreis Gwardeisk.

### Einwohnerentwicklung
| Jahr | Einwohner |
| ---- | --------- |
| 1910 | 128       |
| 1933 | 291       |
| 1939 | 282       |
| 2002 | 86        |
| 2010 | 102       |

## Kirche
Mehrheitlich war die Bevölkerung Friedrichsthals bis 1945 evangelischer Konfession und in das Kirchspiel der Kirche Grünhayn (Ostpreußen) (russisch: Krasnaja Gorka, nicht mehr existent) eingepfarrt. Das gehörte zum Kirchenkreis Wehlau in der Kirchenprovinz Ostpreußen der Kirche der Altpreußischen Union. Heute liegt Soldatowo im Einzugsbereich der neu entstandenen evangelisch-lutherischen Gemeinde in Gwardeisk (Tapiau), einer Filialgemeinde der Auferstehungskirche in Kaliningrad (Königsberg) in der Propstei Kaliningrad der Evangelisch-lutherischen Kirche Europäisches Russland (ELKER).

## Persönlichkeiten
- Adolf von Horn (1819–1885), preußischer Generalmajor, in Friedrichsthal geboren
- Hans Gerlach (1885–1980), Architekt und Schlossbaumeister, in Friedrichsthal geboren